# Fort (wieża artyleryjska) 32 „Krzemionki”
Fort 32 Krzemionki – fort należący do Twierdzy Kraków. Obok Fortu 31 „św. Benedykt” był drugim fortem wieżowym, w formie dwukondygnacyjnego szesnastokąta foremnego. W związku z pojawieniem się nowego rodzaju artylerii w 1863 roku fort otoczono ziemnymi wałami, a od pierwszych lat XX wieku został rozbrojony i przeznaczony na koszary. Do roku 1948 pełnił funkcje mieszkalne. 
Około 1954 roku fort został wyburzony, tuż obok niego wybudowano budynki Telewizji Kraków. Zachował się jedynie fragment wału ziemno-kamiennego, kiedyś otaczającego wieżę artyleryjską, po północno-wschodniej stronie obecnego ośrodka Telewizji Kraków.